# 四国大学ラグビーリーグ
四国大学ラグビーリーグ（しこくだいがくラグビーリーグ）は、四国地区の大学ラグビー部（大学生チームによるラグビーユニオン競技を行う運動部）の競技団体（リーグ)。

## 概要
Aリーグ・Bリーグに別れていて、それぞれで1回戦総当りを実施する。リーグ戦終了後に四国地区の第1代表と第2代表を決定する両リーグ1位同士の順位決定戦を1試合行う。順位決定戦出場校は、大学選手権と地区対抗への出場チームを決定するための中国四国地区トーナメント大会に出場する。

## 所属校
※データは2015年度開始時点。

### Aリーグ
松山大学、徳島大学、高知大学

### Bリーグ
香川大学、愛媛大学、鳴門教育大学